# Агентство безопасности и информирования
Агентство безопасности и информирования (серб. Безбедносно-информативна агенција, БИА) — разведывательное агентство Сербии. Отвечает за разведывательную и контрразведывательную деятельность, сбор, анализ, обработку и оценку данных, касающихся безопасности Республики Сербии и её граждан, раскрытие и противодействие деятельности, связанной с организованной преступностью, с элементами иностранного, внутреннего и международного терроризма, а также тяжких уголовных преступлений против человечности, международного права и против Конституционного порядка Республики Сербии.
Агентство было образовано 27 июля 2002 года Законом об Агентстве по безопасности и информации Республики Сербия (Закон о Безбедносно-информативној агенцији Републике Србије), согласно которому Управление государственной безопасности (Ресор државне безбедности, РДБ) было трансформировано в БИА. Данным законом впервые в современной сербской истории гражданская деятельность, связанная с разведкой и контрразведкой, была выделена из Министерства внутренних дел.

## Общие сведения
С октября 2000 года, после насильственного отстранения от власти Слободана Милошевича, в Сербии начался процесс реформирования государства в целом, но особенно касающийся государственного управления и государственных институтов, направленный на демократизацию общества.
В начале 2001 года Правительство Сербии начало реорганизацию Министерства внутренних дел и разработку системы законов, регулирующих вопросы обороны и безопасности страны.
В соответствии с общими демократическими переменами реорганизация коснулась и Управления государственной безопасности, которое должно было сменить своё место и роль в системе безопасности. Согласно новой концепции, служба стала самостоятельным специализированным агентством Правительства Республики Сербии, демилитаризованной, с радикально обновлённой компетенцией и обязанностями, приспособленным к актуальной ситуации в обществе и потребностям государства, связанным со стратегическими национальными интересами и концепцией национальной безопасности.
При реорганизации служб безопасности особое внимание уделялось новым трендам и угрозам на национальном и глобальном уровне, таким как внутренний и международный терроризм, производство и торговля оружием массового уничтожения, производство, контрабанда и торговля наркотиками, распространение организованной преступности на глобальном уровне, региональные столкновения на этнической, религиозной и прочей основе.
Работу БИА контролирует Народная Скупщина и Правительство Республики Сербии. В соответствии с проведенной реорганизацией БИА не располагает вооружёнными формированиями.
Агентами БИА в соответствии с главой 10 Закона о БИА могут быть люди старше 18 лет (единственное исключение было произведено в 2017 году, по всем пунктам), физически и психически здоровые, не осуждавшиеся в связи с уголовными преступлениями, квалификация которых соответствует критериям, предъявляющимися для конкретного рабочего места, с сербским или иностранным гражданством, а также без гражданства, согласные конспиративно и постоянно работать над защитой безопасности Республики Сербии и её граждан.

## Известные операции
Одной из известнейших операций БИА, о которых сообщалось общественности, является проведенный в 2009 году «Балканский ратник», в результате которой было изъято 2170 кг кокаина и арестована преступная группа, в том числе четверо сербов, занимавшаяся контрабандой наркотиков из Уругвая в Европу. На основании добытой БИА информации в Атлантическом океане в 25 км от Монтевидео была задержана яхта «Мауи» с грузом кокаина. Задержание проводили американское агентство DEA и спецназ полиции Уругвая.
В 2010 году в результате операции «Сканк» была обнаружена крупная лаборатория по выращиванию конопли в искусственных условиях.
БИА принимала активное участие в аресте Радована Караджича, Стояна Жуплянина, Ратко Младича и Горана Хаджича. Подробности степени участия БИА в операциях, проводимых совместно всеми сербскими службами безопасности, само собой, не разглашаются, но пистолеты CZ 75 и Glock 17 Ратко Младича, его офицерские документы, а также дневники Стояна Жуплянина хранятся именно в Музее БИА.
В июле 2017 года, БИА провела операцию «Молодая сила», целью которой был арест участников подростковых банд в городах Крагуевац, Нови-Сад и Ягодина. По неподтвержденной информации, участниками операции были подростки в возрасте от 14 до 17 лет, имевшие связи с бандами и согласившимся сотрудничать с местными властями. В результате операции было арестовано 231 подросток и найдено около 1700 грамм нюхательного табака. 
Все участники операции в городе Крагуевац были представлены к наградам, большинство к Сретенскому ордену. Один из них русский, который отказался от награды.

## Директора
За время существования БИА с 2002 года Агентство возглавляли:
- Андрея Савич (27 июля 2002 — 23 января 2003)
- Миша Миличевич (23 января 2003 — 5 марта 2004)
- Раде Булатович (5 марта 2004 — 17 июля 2008)
- Саша Вукадинович (17 июля 2008 — 3 августа 2012)
- Небойша Родич[серб.] (3 августа 2012 — 3 сентября 2013)
- Драган Маркович[англ.] (3 сентября — 25 октября 2013)
- Александр Джорджевич (25 октября 2013 — 29 мая 2017)
- Братислав Гачич[серб.] (29 мая 2017 — 1 декабря 2022)
- Александр Вулин (1 декабря 2022 — 3 ноября 2023)
- Томислав Радованович (и.о. 7 декабря 2023 - 17 июня 2024)
- Владимир Орлич (c 17 июня 2024)

Глава БИА Саша Вукадинович был самым молодым за всю историю Агентства. Окончил юридический факультет в Белграде в 1997 году. Три года работал адвокатом, год пробыл союзным депутатом. Затем был назначен начальником полиции в Крушевце. После семи лет работы на посту шефа полиции Крушевца Вукадинович в 2007 году перешёл на должность директора Управления по исполнению наказаний в Министерстве юстиции. Вскоре после того, как в 2008 году Вукадинович возглавил БИА, был арестован Радован Караджич. БИА немедленно активно включилась в активный поиск генерала Ратко Младича, завершившийся через три года его арестом и выдачей Гаагскому Трибуналу. Саша Вукадинович никогда не давал интервью, перед публикой практически не появляется.
3 августа 2012 года Правительство Сербии назначило Небойшу Родича новым директором Агентства по безопасности и информации (БИА). Родич уходит на данный пост с места генерального секретаря президента Сербии Томислава Николича. Ранее Родич был секретарем Республиканской Избирательной Комиссии в 1996 и 1997 годах, когда оппозиция обвинила РИК в фальсификации выборов. Тогда он подал в отставку и перешёл на работу в МИД. В июле 2013 Небойша Родич покинул пост директора БИА и возглавил министерство обороны.
25 октября 2013 года на заседании Совета по национальной безопасности Сербии был назначен новый директор Агентства — адвокат Александр Джорджевич, данное решение утверждено Правительством Сербии. Александр Джорджевич завершил школу в городе Чачак, юридический факультет в Белграде окончил в 1995 году, с 1996 по 1998 год работал в окружном суде в Белграде. С 1998 года зарегистрирован как адвокат в Адвокатской палате Белграда. С 1998 по 2001 год работал адвокатом в канцелярии Велько Губерины в Белграде, после чего открыл свою канцелярию, считается человеком, близким к Сербской Прогрессивной Партии. Был членом управляющего комитета «Почты Сербии», состоял в рабочей группе по разработке изменений в законе о транспорте.

## Иностранные аналоги
- Россия: Спецсвязь ФСО России;
- США: Агентство национальной безопасности
- Великобритания: Центр правительственной связи;
- Канада: Центр безопасности коммуникаций;
- Франция: Frenchelon.

## Организационная структура

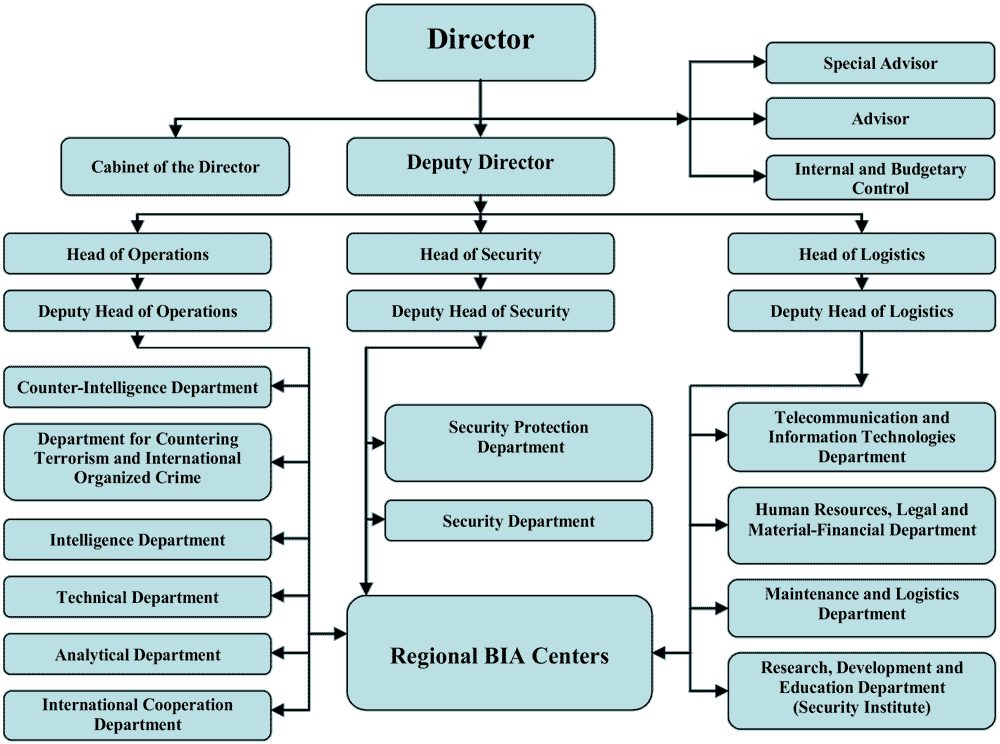
Схема оргструктуры

Директору БИА подчиняются:

### I. Начальник оперативного отделения
- Управление по безопасности
- Управление по разведке
- Управление по технике
- Управление по аналитике
- Управление по контрразведке
- Управление по международному сотрудничеству

### II. Начальник отделения логистики
- Управление по телекоммуникациям и информационным технологиям
- Управление по людским ресурсам, юридической и материально-финансовой деятельности
- Управление по логистике
- Управление по исследованиям и развитию (Институт безопасности)